# Jamie Lewis
Jamie Lewis (* 8. November 1991 in Carmarthen) ist ein walisischer Dartspieler.

## Karriere

### BDO: 2009–2011
Jamie Lewis begann seine Karriere in der British Darts Organisation. Sein größter Erfolg war dort der Einzug in die Runde der Letzten 24 des World Masters 2010.

### PDC: seit 2011
2011 wechselte er zur PDC. Sein TV-Debüt gab er dort bei den UK Open 2012, wo er in Runde 2 ausschied. 2014 qualifizierte er sich zum ersten Mal für die PDC-Weltmeisterschaft. Er unterlag in Runde 1 Raymond van Barneveld mit 3:0. Ein Jahr später unterlag er wieder in der 1. Runde, diesmal 3:1 gegen James Wade. Durch zahlreiche gute Auftritte auf der ProTour, wie z. B. das Erreichen des Halbfinals bei der Gibraltar Darts Trophy 2015, schaffte er die Qualifikation für das World Matchplay 2015. Er traf dort in der ersten Runde auf Justin Pipe. Bei der PDC World Darts Championship 2018 besiegte Lewis in der 2. Runde überraschend Peter Wright und schaffte es bis ins Halbfinale, wo er Phil Taylor unterlag. Danach verlief seine Karriere nicht erfolgreich, so unterlag er bei den International Darts Open 2020 dem Deutschen Robert Marijanović mit 0:6. Lewis spielte dabei einen Average von 57,72 Punkten. Später berichtete der Waliser, unter Angststörungen zu leiden.
Trotz Teilnahme an der Final Stage konnte Lewis sich seine Tour Card bei der Q-School 2021 nicht zurückerspielen. Daraufhin spielte er die Challenge Tour, wo ihm jedoch keine größeren Erfolge gelangen.
2022 spielt Lewis erneut die Q-School. Er schaffte es dabei, sich über die Rangliste in die Final Stage zu spielen. Das Ziel einer Tourkarte verfehlte er trotzdem.
Im August gewann Lewis nach einem Finalsieg über Kay Smeets die Antwerp Open. Zuvor konnte er auch Diogo Portela und Andy Baetens schlagen.
Mitte Januar 2023 nahm Lewis wieder an der Q-School teil. Dabei gelang ihm an Tag eins der Sprung in die Final Stage. Nachdem er drei Punkte für die Rangliste erspielen konnte, entschied er sich dagegen, den finalen letzten Tag auch noch zu spielen und bleibt somit auch 2023 ohne Tour Card.
Zuvor qualifizierte sich Lewis für die WDF World Darts Championship 2023, die jedoch aufgrund mehrerer Verschiebungen erst im Dezember stattfinden konnte. dort unterlag er deutlich dem Qualifikanten Jarno Bottenberg mit 0:2.

## Weltmeisterschaftsresultate

### PDC-Jugend
- 2012: Viertelfinale (4:5-Niederlage gegen  James Hubbard)
- 2013: 1. Runde (5:6-Niederlage gegen  Brandon Monk)
- 2015: 2. Runde (4:6-Niederlage gegen  Kenny Neyens)

### PDC
- 2014: 1. Runde (0:3-Niederlage gegen  Raymond van Barneveld)
- 2015: 1. Runde (1:3-Niederlage gegen  James Wade)
- 2016: 1. Runde (1:3-Niederlage gegen  Daryl Gurney)
- 2017: 2. Runde (0:4-Niederlage gegen  Peter Wright)
- 2018: Halbfinale (1:6-Niederlage gegen  Phil Taylor)
- 2019: Achtelfinale (0:4-Niederlage gegen  Dave Chisnall)
- 2021: 2. Runde (2:3-Niederlage gegen  Gerwyn Price)

### WDF
- 2023: 1. Runde (0:2-Niederlage gegen  Jarno Bottenberg)

## Titel

### BDO
- Weitere
  - 2009: World Youth Masters
  - 2010: Welsh Classic

### PDC
- Secondary Tour Events
  - PDC Development Tour
    - PDC Youth Tour 2012: 9, 13
    - PDC Challenge Tour 2013: 5
    - PDC  Development Tour 2015: 9

### WDF
- Silber-Turniere 
  - Antwerp Open: (1) 2022